# 학산초등학교 (완도군)
학산초등학교는 대한민국 전라남도 완도군 소안면 소안로 567 (미라리)에 있었던 초등학교이다.

## 연혁
- 1962년 10월 1일 진산국민학교 미라분교 설립 인가
- 1964년 10월 10일 학산국민학교 승격 분리
- 1984년 3월 1일 병설유치원 개원
- 1996년 3월 1일 학산초등학교 개편
- 1999년 3월 1일 폐교 및 소안초등학교 통폐합